# Тау Большого Пса
Тау Большого Пса (τ CMa) — спектрально-двойная звезда в созвездии Большого Пса. Она является наиболее яркой звездой рассеянного звёздного скопления NGC 2362, находясь на расстоянии 3200 св. лет от Земли.
Тау Большого Пса — голубой сверхгигант спектрального класса O с видимой звёздной величиной +4,37m. Звёздная система Тау Большого Пса состоит, по крайней мере, из пяти компонентов. В первом приближении Тау Большого Пса — тройная звезда в которой две звезды имеют видимую звёздную величину +4,4m и +5,3m и отстоят друг от друга на 0,15 угловой секунды, а третья звезда имеет видимую звёздную величину +10m и отстоит от них на 8 угловых секунд, обращаясь с периодом 155 дней вокруг внутренней пары. Внутренняя пара является затменной переменной типа β Лиры с периодом 1,28 дня. Звёзды находятся на расстоянии 0,1 а. е. Вследствие вращения и взаимных затмений звёздная величина меняется от +4,32m до +4.37m. Также к этой системе могут принадлежать ещё две звезды: одна на расстоянии 223 а. е. и вторая на расстоянии 13000 а. е. Вся система имеет светимость в 500 000 солнечных, что позволяет предположить массу системы в 20 солнечных масс. Все звёзды в системе Тау Большого Пса очень молоды: их возраст не более 5 млн лет.